# Johan Granath
Karl Johan Granath (* 4. března 1950 Köping) je bývalý švédský rychlobruslař.
Na velkých mezinárodních závodech se představil poprvé v roce 1971, kdy startoval na Mistrovství světa ve sprintu (7. místo). O rok později se zúčastnil Zimních olympijských her 1972, kde v závodech na 500 m a na 1500 m skončil shodně šestnáctý. V dalších letech se ve výsledcích světového sprinterských šampionátů stále zlepšoval, vrcholem jeho kariéry bylo vítězství na MS 1976. Téhož roku startoval i na ZOH 1976 (13. příčka v závodech na 500 m i na 1000 m). V roce 1978 si z Mistrovství světa ve sprintu přivezl bronzovou medaili. Na zimní olympiádě 1980 se v závodě na 500 m umístil na 36. příčce (dvojnásobnou distanci nedokončil). Poslední závody na mezinárodní scéně absolvoval v roce 1983. Následně, v letech 1986–1992, startoval pouze na švédských šampionátech.